# Jean-Yves Duclos

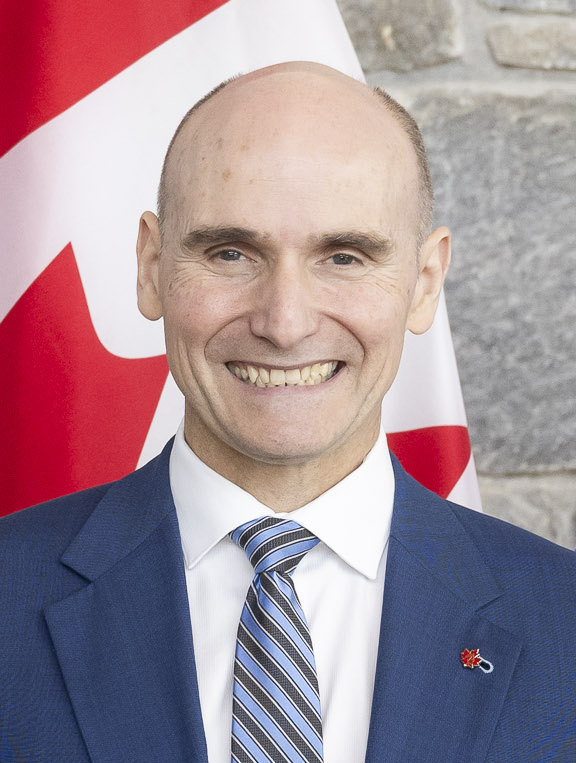
Jean-Yves Duclos im Jahr 2024

Jean-Yves Duclos PC (* 13. Juni 1965 in Québec) ist ein kanadischer Wirtschaftswissenschaftler, Hochschullehrer und Politiker der Liberalen Partei. Der Schwerpunkt der Interessen Duclos liegt in den Bereichen Staatliches und öffentliches Wirtschaften, Arbeitsökonomie und Entwicklungsökonomie. Seit dem 26. Juli 2023 gehört er dem 29. Kanadischem Kabinett von Justin Trudeau als Minister für öffentliche Dienstleistungen und Beschaffungen an. Zuvor gehörte er dem Kabinett von 2021 bis 2023 als Gesundheitsminister, von 2019 bis 2021 als Präsident des Schatzamtausschusses Kanadas und seit 2015 als Bundesminister für Familien, Kinder und soziale Entwicklung an.

## Werdegang, Forschung und Lehre
Nach dem Ende seiner Ausbildung am Petit Séminaire de Québec studierte Duclos ab 1984 zunächst an der Universität Ottawa, wechselte aber bereits nach einem Jahr an die University of Alberta, wo er 1988 mit dem Grad eines Bachelor of Arts in Wirtschaftswissenschaften abschloss. Im folgenden Jahr graduierte er zum Master of Science an der London School of Economics and Political Science, wo er drei Jahre später mit der Arbeit „Progressivity, Equity and the Take-up of State Benefits, with Application to the 1985 British Tax and Benefit System“ bei Anthony Atkinson sein Ph.D.-Studium abschloss.
Hatte Duclos als wissenschaftlicher Mitarbeiter bereits erste Vorlesungen gehalten und zwischen 1992 und 1993 unter Anleitung von Nicholas Stern im Forschungsprogramm zu finanzwissenschaftlichen Entwicklung in den Transformationsländern China und Polen an der LSE gearbeitet, folgte er 1993 als Assistant Professor einem Ruf der Universität Laval aus seinem Heimatland. Hier stieg er 1998 zum Associate Professor auf und wurde 2003 als ordentlicher Professor berufen. 2014 wurde er zum Mitglied der Royal Society of Canada gewählt.
Neben seiner Arbeit in Lehre und Forschung engagierte sich Duclos auch in verschiedenen nationalen und internationalen Organisationen. 2006 bis 2007 saß er als Präsident der Société canadienne de science économique vor, die ihm im Antrittsjahr den Prix Marcel-Dagenais zugesprochen hatte.
Am 19. April 2015 wurde Duclos in dem Bezirk Quebec zum Kandidaten der Liberalen Partei gewählt, die er seit der Unterhauswahl 2015 im Parlament vertritt. Im Kabinett von Justin Trudeau war er seit dem 4. November 2015 Minister für Familien, Kinder und soziale Entwicklung. Bei der Unterhauswahl 2019 konnte er seinen Sitz im Unterhaus mit 33,3 Prozent der Stimmen verteidigen. Bei einem auf die Wahl folgenden Kabinettumbau im November 2019 ernannte Premierminister Justin Trudeau Duclos zum neuen Präsidenten des Schatzamtausschusses. Sein Amt als Familienminister übernahm Ahmed Hussen. Bei einem Kabinettsumbau im Jahr 2021 wechselte Duclos ins kanadische Gesundsministerium. Im Jahr 2023 baute Trudeau sein Kabinett erneut um und Duclos wechselte auf dem Posten des Ministers für öffentliche Dienstleistungen und Beschaffungen, wo ihm Public Services and Procurement Canada zugeordnet ist.

## Werke
Duclos veröffentlichte bisher ein Buch, zudem hat er zahlreiche Artikel in Fachzeitschriften und Arbeitspapiere verfasst.
- Poverty and Equity: Measurement, Policy and Estimation with DAD mit Abdelkrim Araar (2006)